# Fritz Hempel Syberg
Johan Heinrich Friedrich Carl Casper Reinholt Hempel Syberg, född 12 april 1837 i Lydinge Mølle vid Brahetrolleborg, död 12 februari 1929 i Odense, var en dansk lantman. 
Hempel Syberg var under ett par år underförvaltare hos Edward Tesdorpf på Gedsergård och Orupgård samt förpaktade 1866 huvudgården Gjelskov på Fyn, som han drev i 32 år. Han åtnjöt högt anseende som praktisk lantman, och Gjelskov blev läroplats för många lantmän och mejerister samt försöksgård på mejeridriftens område. Han är dock mest känd som en av ledarna för det lantekonomiska föreningslivet på Fyn. Han tog initiativ till och var ledare för ett stort antal föreningar och var intill hög ålder ordförande i flera föreningar och kommittéer, de flesta verksamma inom mejeridrift och husdjursskötsel.